# فرانكي كامبل
فرانكي كامبل (بالإنجليزية: Frankie Campbell)‏ كان ملاكم أمريكي صنّف ضمن فئة الوزن الثقيل.

## إحصائيات
خاض خلال مسيرته 40 نزالا، فاز في 33 وتعادل في 2 وخسر في 4. فاز بالضربة القاضية في 26 نزالا.

## روابط خارجية
- فرانكي كامبل على موقع بوكس ريك (الإنجليزية) (registration required)